# Holthausen (Adelsgeschlecht)

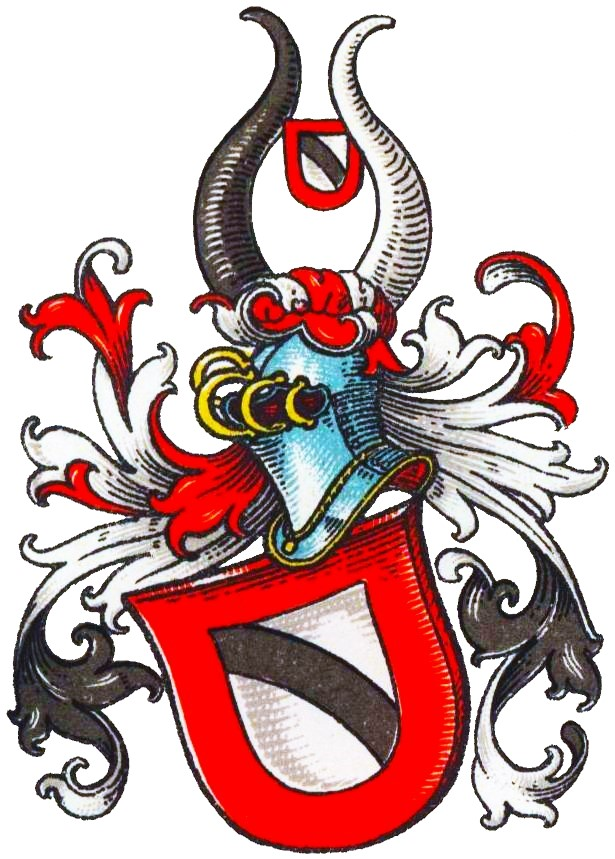
Wappen derer von Holthausen im Wappenbuch des Westfälischen Adels

Holthausen (auch Holthusen, Holthuess o. ä.) ist der Name eines erloschenen münsterländischen Adelsgeschlechts.

## Geschichte
Die namensgebende Stammsitz des Geschlechts lag im münsterländischen Holthausen bei Laer. Im 14. Jahrhundert besaß die Familie neben Holthausen Elbertinchove und Essinckhove, beides im Kirchspiel Billerbeck.
Die Herren von Holthausen, Ministeriale des Münsteraner Klosters Überwasser, erscheinen jedoch schon ab dem 12. Jahrhundert. Ritter Walthard von Holthausen wird 1177 urkundlich erwähnt. 1209 übergab der Münsteraner Bischof Otto I. von Oldenburg dem Kloster Aegidii den Zehnten im Kirchspiel Heiden, den bisher Hildebrand von Holthausen zu Lehen getragen hatte. 1263 verzichtete Johannes de Holthusen dictus Gogravius auf einen Zehnten aus dem Haus Hildebrandi de Oldenthorpe im Kirchspiel Billerbeck. Gottfried von Holthausen († 1326) war Propst von St. Mauritz in Münster. Sein Bruder Heinrich von Holthausen war Kanoniker am Stift Borghorst. 1356 gestatteten die Brüder Heinrich und Rotger von Holthausen auf Bitten des Edelherrn von Solms dem Kloster Nottuln, ein in ihrem Besitz befindliches Gut im Kirchspiel Darup anzukaufen. Godike von Holthusen wird 1372 unter der Münsterschen Ständevereinigung gezeigt.
Laut Max von Spießen erlosch die Familie Holthausen mit dem Tod von Catharina von Holthausen, die 1510 Bernhard von Kerckerinck zu Haus Stapel in Havixbeck geheiratet hatte. 1549 dürften beide bereits verstorben gewesen sein, denn in jenem Jahr schlossen die noch lebenden Kinder der Eheleute einen Vertrag über das elterliche Erbe.
Leopold von Ledebur jedoch vermutet, dass auch der am 9. August 1680 zu Soest verstorbene Kanoniker Hildebrand von Holthuess zur Familie gehörte, da sein in der Stephanskapelle befindliches Grabmal mit den angegebenen Ahnen Holthuss, Plönies, Bockhorst und Clevorn eine münsterische Abkunft belege.

## Wappen
Blasonierung: In Rot ein silberner Herzschild, in welchem ein gebogener schwarzer Schräglinksbalken. Auf dem rot-silbern bewusteten Helm mit rot-schwarz-silbernen Helmdecken zwei Büffelhörner, rechts schwarz, links silbern, dazwischen der Schild.
Auffallend ist die Wappenähnlichkeit mit den Droste zu Vischering. Ein Verwandtschaft ist jedoch nicht belegt.